# نونسبيت
نونسبيت Nunspeet  هي مدينة وبلدية بمقاطعة خيلدرلند، هولندا.

## طوبوغرافيا
خريطة طوبوغرافية هولندية لبلدية نونسبيت، يونيو 2015، (تقرأ بعد ثلاث نقرات على الخريطة).

## معرض صور

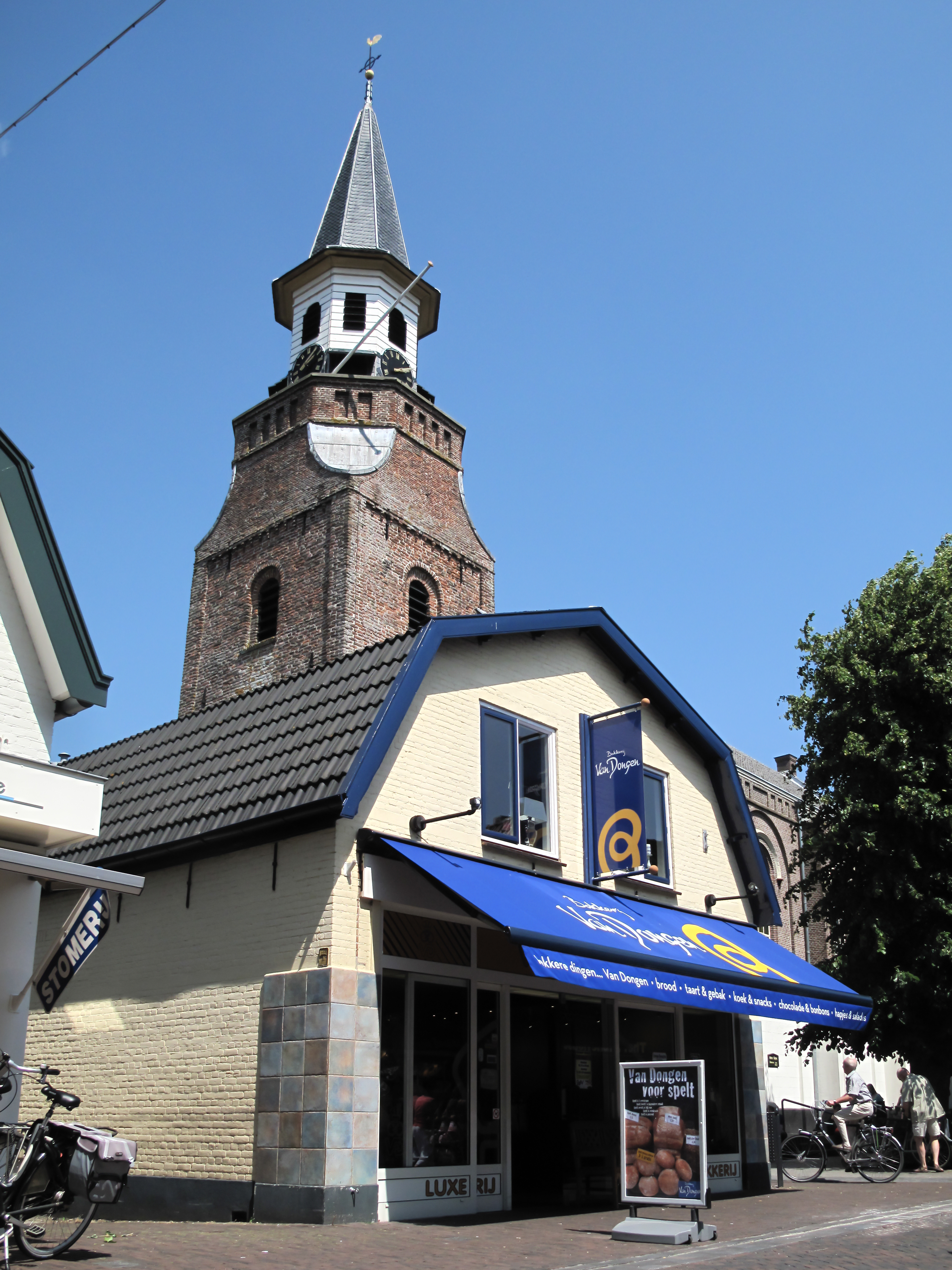
كنيسة مسلحة بنونسبيت
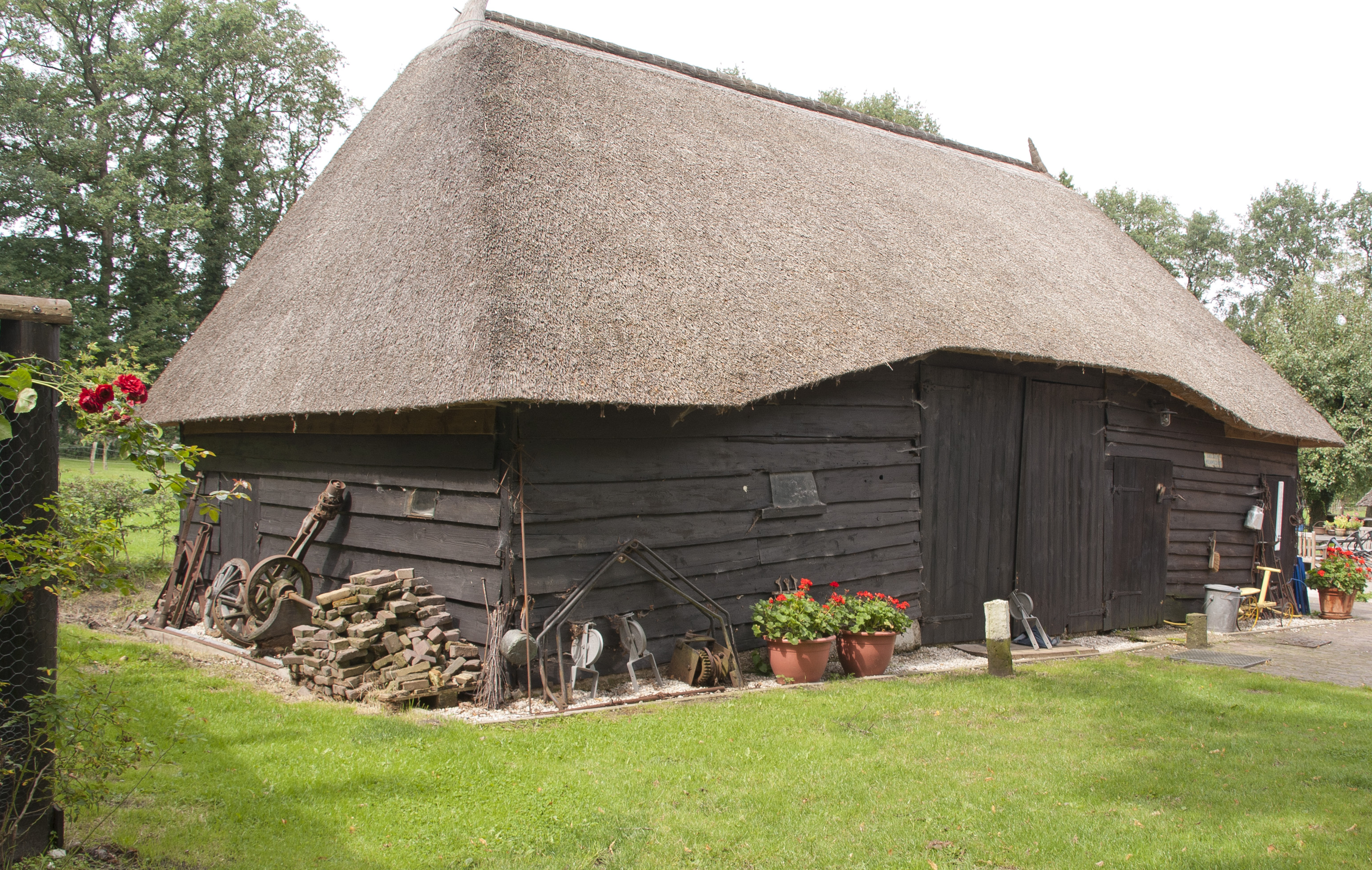
cattle barnخشبي، بداية القرن العشرين في نونسبيت
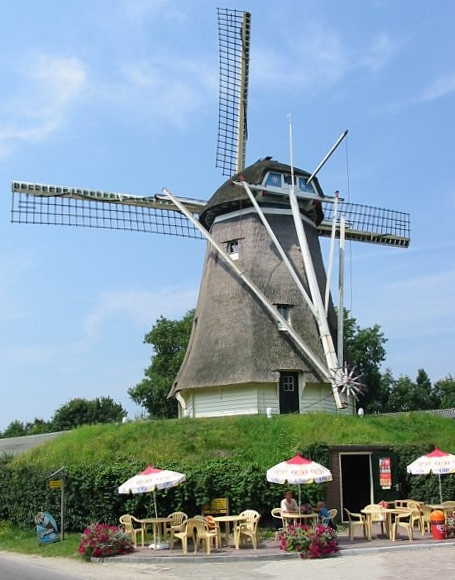
Beltmolen "ده داوف" في نونسبيت
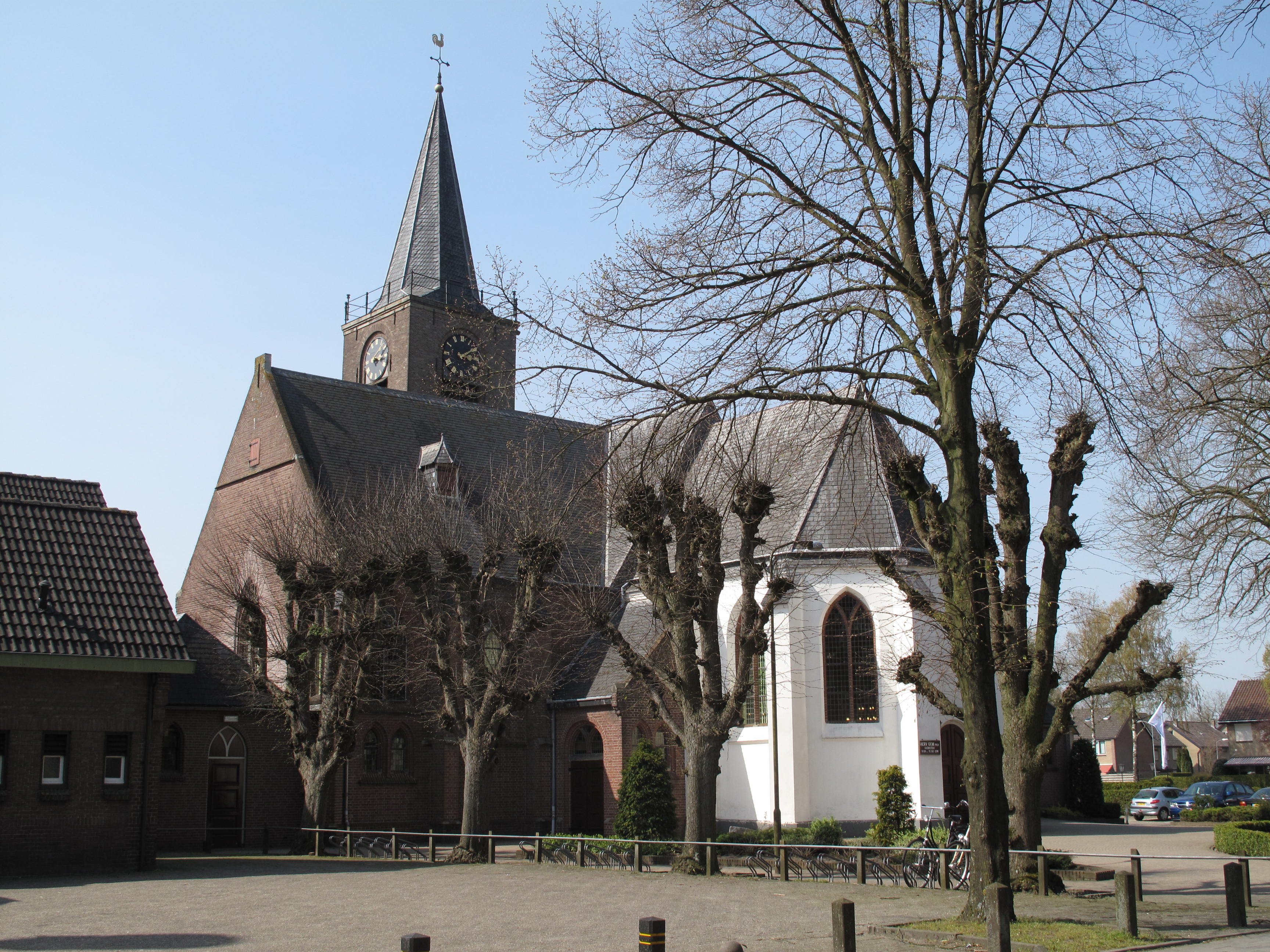
كنيسة بElspeet
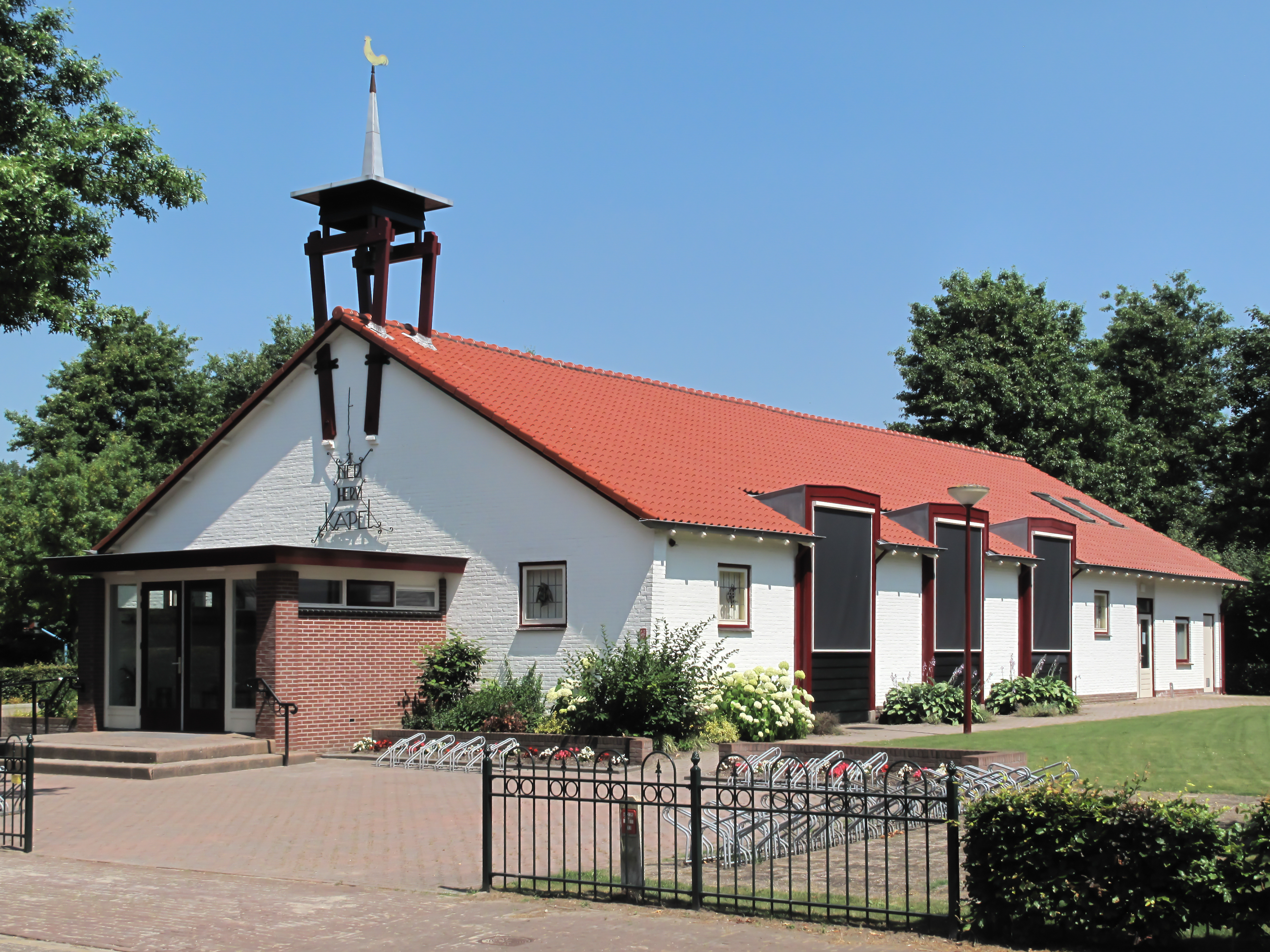
مصلى مصلح في هولسهورست
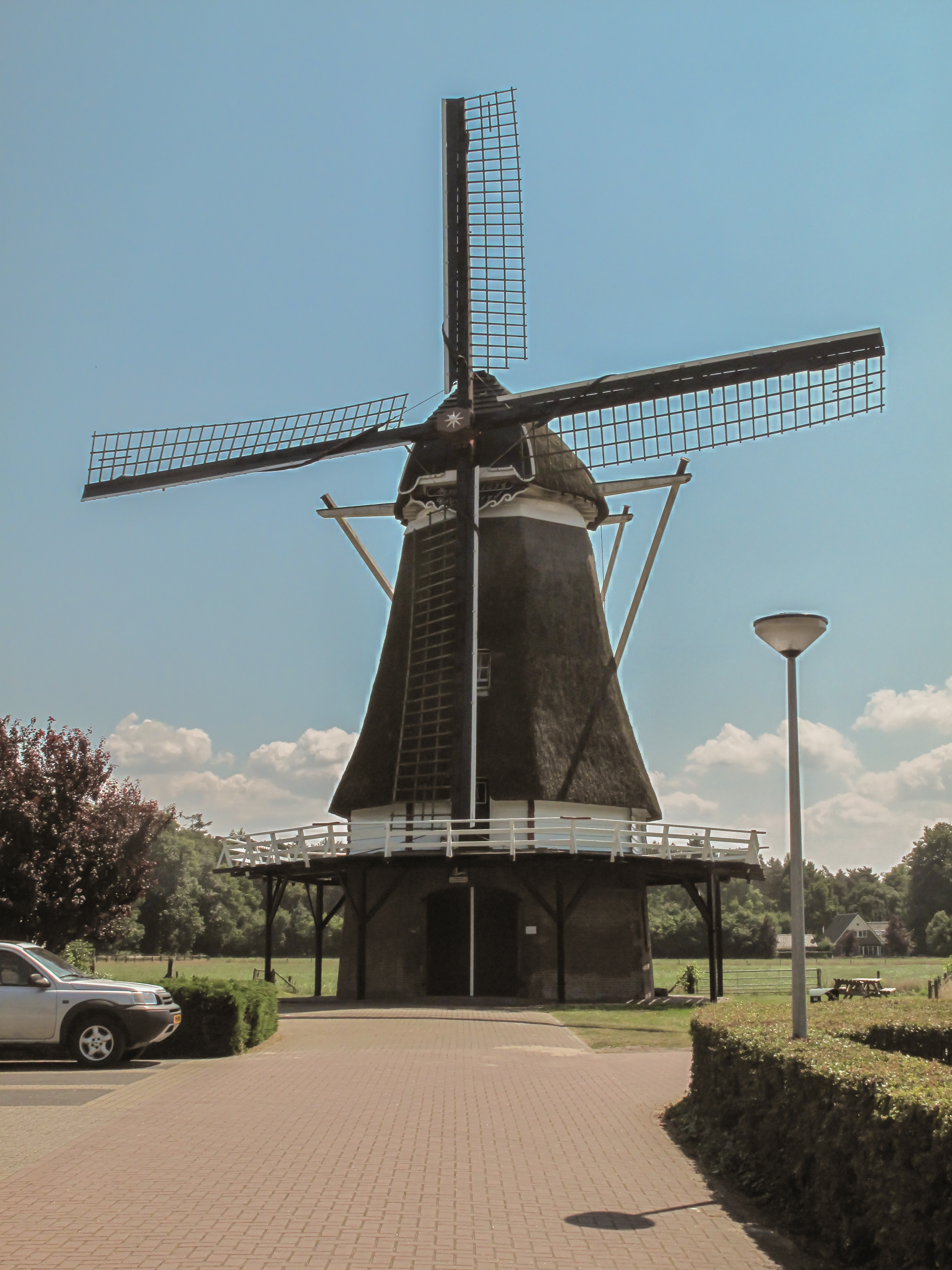
طاحونة هوائية(molen de Maagd) في هولسهورست

## أعلام
- يسبر دروست